# درب کلات امامزاده محمود
درب کلات امامزاده محمود، روستایی از توابع بخش پاتاوه شهرستان دنا در استان کهگیلویه و بویراحمد ایران است.روستای در بکلات درب)) (کلات یا امامزاده محمود طیار (ع) یکی از قدیمی ترین روستا های ایران است که در استان کب شهرستان دنا بخش سادات محمودی واقع گردیده است و از امکان مذهبی از جمله آرامگاه امامزاده محمود طیار(ع) و درخت گردو ای که به دست امامزاده کاشته شده و از جاذبه های طبیعی و گردشگری شورم ، شولیز، بیخبید و طبیعت شگفت انگیز و بسیار زیبا در این روستا واقع شده مردم این روستا که به دامداری و زنبور داری مشغول هستند بخش بزرگی از این چرخه را تشکیل میدهند. روستای درب کلات در 100 كيلومترى ياسوج 940 نفر جمعیت دارد و در مخزن کتابخانه عمومی این روستا چهار هزار و 342 جلد کتاب وجود دارد. اعضای فعال کتابخانه نمونه روستای درب کلات 221 نفر است. کتابخانه روستای درب کلات از توابع شهرستان دنا با ارسال مجموعه فعالیت ها برنامه ها مدارک و مستندهای خود به دومین جشنواره روستاها و عشایر دوستدار کتاب به عنوان یکی از 10 روستای برگزیده کشوری انتخاب شد.
گرد آورنده:{سید طاها محمودی}

## جمعیت
این روستا در دهستان سادات محمودی قرار دارد و براساس سرشماری مرکز آمار ایران در سال ۱۳۸۵، جمعیت آن ۷۲۰ نفر (۱۵۱خانوار) بوده‌است.